# 圣拉斐尔 (瓦尔省)
圣拉斐尔（法語：Saint-Raphaël，發音：[sɛ̃ ʁafaɛl] ⓘ），法国东南部城市，普罗旺斯-阿尔卑斯-蓝色海岸大区瓦尔省的一个市镇。圣拉斐尔位于瓦尔省东南部，其市镇面积为89.59平方公里，2016年人口数量为35,222人，在法国市镇中排名第217位。
圣拉斐尔是法国地中海沿岸重要的旅游城市之一，因拿破仑一世在此登陆法国大陆并发动雾月政变而闻名，历史上亦有多位法国重要人物游览此地。

## 地名

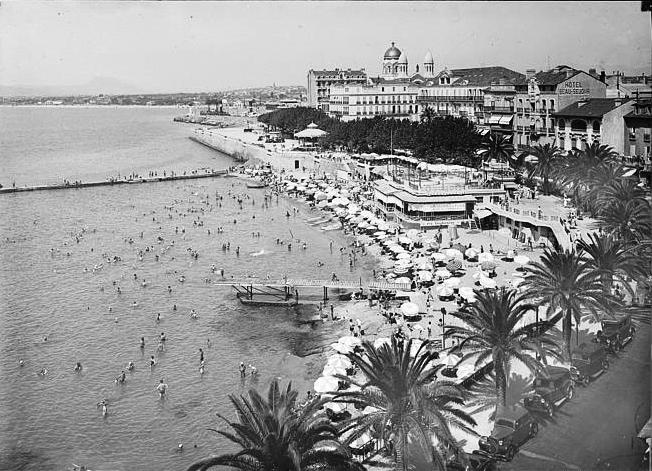
1920年的圣拉斐尔

“圣拉斐尔”一名出现于1065年，由当地的一处纪念拉斐尔的天主教教堂而得名。

## 历史
圣拉斐尔历史悠久，古罗马人曾在此地修建福鲁姆尤利，出现了城镇；中世纪时属于普罗旺斯公国，并长期成为一个渔村。1799年，拿破仑一世由此登陆法国本土大陆，前往巴黎，发动雾月政变。铁路开通后，圣拉斐尔被开辟成为法国重要的旅游度假区，多名法国文人政客游览于此。第二次世界大战期间，圣拉斐尔亦成为龙骑兵行动的主要登陆地之一。二战后，随着旅游业的发展，圣拉斐尔及附近地区的人口数量迅速增加。

## 地理
圣拉斐尔位于法国东南部，普罗旺斯-阿尔卑斯-蓝色海岸大区南部和瓦尔省中东部，地中海海滨，距离省会土伦大约80公里。
圣拉斐尔位于阿尔卑斯山南缘丘陵地区，境内以山地地形为主，海拔在0到560米之间。
圣拉斐尔属于地中海气候。

## 交通

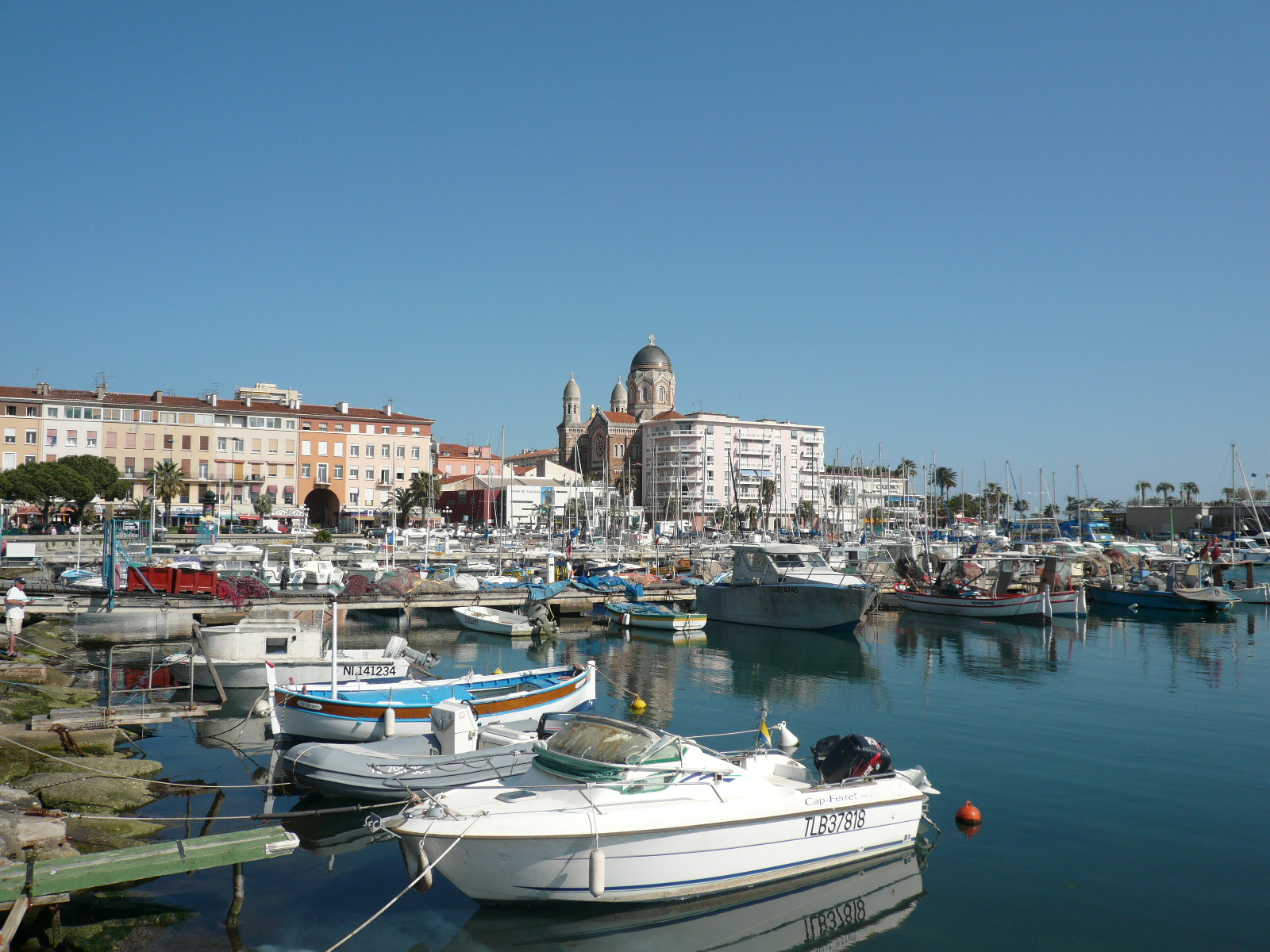
圣拉斐尔旧港

法国A8高速公路经过圣拉斐尔北部并设有出入口，多条省道在圣拉斐尔境内交汇，有校车线路可前往周边部分市镇。
圣拉斐尔-瓦勒斯屈尔站是马赛－文蒂米利亚铁路上的一个车站，停靠前往巴黎的高速列车，以及连接马赛和尼斯之间的区域列车。
弗雷瑞斯-圣拉斐尔城市公共交通所属的公交路网（商业名称为）覆盖了圣拉斐尔境内的主要街区。
圣拉斐尔的港口开行前往莱兰群岛的轮渡。

## 政治
圣拉斐尔的现任市长为弗雷德里克·马斯克列（Frédéric Masquelier），为共和党的一名成员，自2017年起担任。
2017年的法国总统大选中，法国现任总统埃马纽埃尔·马克龙在圣拉斐尔获得了54.34%的支持率。

## 人口
2016年，圣拉斐尔市镇人口数量为35,222，在法国排名第217位。其中男性16,111人，女性19,111人，75岁及以上人口占18%，外籍人口数量为1,889人，人口密度为393人/平方公里，当地居民被称为（男性）或（女性）。2018年，圣拉斐尔境内出生237人，死亡人口533人。
| 年份   | 1936  | 1946  | 1954   | 1962   | 1968   | 1975   | 1982   | 1990   | 1999   | 2006   | 2011   | 2016   | 2017   |
| ------ | ----- | ----- | ------ | ------ | ------ | ------ | ------ | ------ | ------ | ------ | ------ | ------ | ------ |
| 人口數 | 9,635 | 8,969 | 10,177 | 13,425 | 17,844 | 21,080 | 24,118 | 26,616 | 30,671 | 33,804 | 33,624 | 35,222 | 35,042 |

## 经济财政
2017年，圣拉斐尔的财政收入总额为68,078,000欧元，财政支出总额为66,426,000欧元，当年的债务总额为76,632,000欧元。
2014年，圣拉斐尔的人均收入总额为4,378欧元，其中高职人员为2,568欧元，普通职员为1,860欧元。
2015年，圣拉斐尔境内的青壮年（15至64岁）失业率为15,3%，当地2,131的家庭拥有纳税资格。

## 社会事务

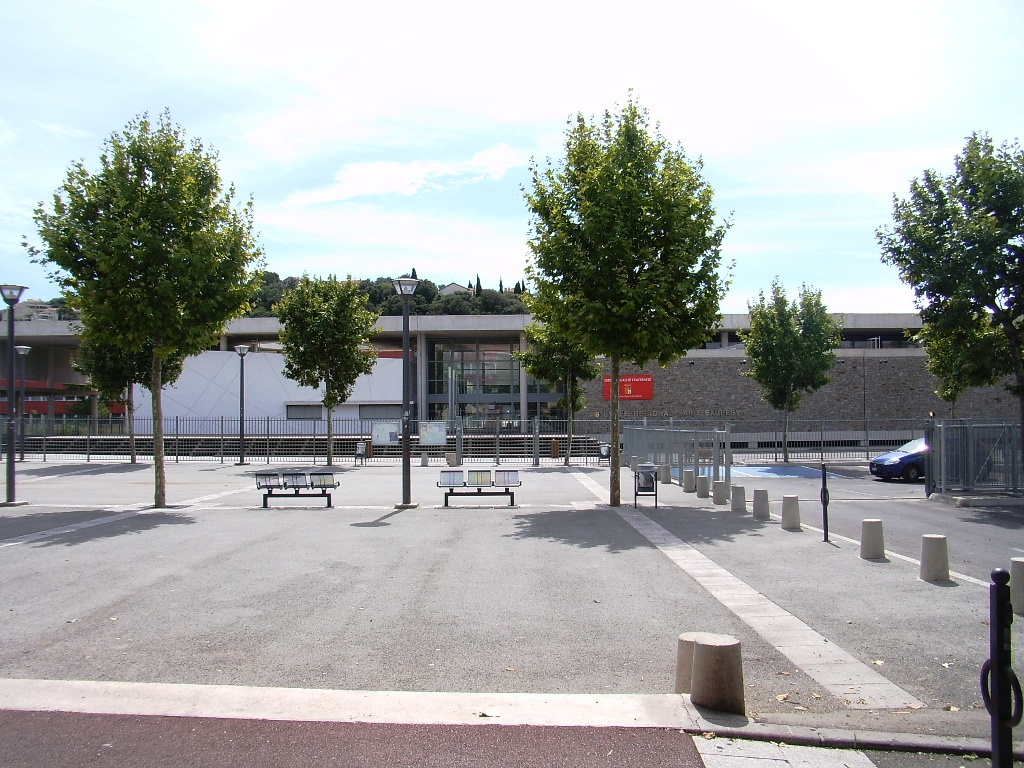
位于圣拉斐尔境内的圣埃克絮佩里高级中学

### 教育
截止2017年1月1日，圣拉斐尔境内共有7所幼儿园、9所小学、3所初级中学、2所普通高中和1所职业高中。 2018至2019学年度，圣拉斐尔境内共有学生3686名。

### 医疗
截止2017年1月1日，圣拉斐尔境内共有全科医生42名，保健师68名，牙医40名，护士120名，耳科医生5名，眼科医生6名，皮肤科医生5名，助产士2名，儿科医生5名和妇科医生6名。境内共有药房22家，养老院6家，残疾人帮扶中心2家。
弗雷瑞斯-圣拉斐尔中心医院位于弗雷瑞斯境内，是当地最大的公立医疗机构。

### 住房
2015年，圣拉斐尔境内共有各类住房35,007套，其中52.1%为常住房屋。

### 商业
2015年，圣拉斐尔境内共有各类商铺3,938家，其中餐饮服务类1,612家。

### 体育
2017年，圣拉斐尔境内共有1个游泳池、5个健身房、2个综合体育场、51个网球场、3个马术场、6个足球或橄榄球场、4个篮球或排球场以及3个高尔夫球场。
弗雷瑞斯-圣拉斐尔星辰足球会是当地的一家足球俱乐部，成立于2009年，2019－2020赛季参加法国足球丁级联赛。

### 环境
2015年，圣拉斐尔境内暂无污染企业。

### 治安
2014年，圣拉斐尔及附近地区共发生各类案件5,798起，其中盗窃类案件3,579起，经济类案件714起，毒品交易类案件415起。

## 文化

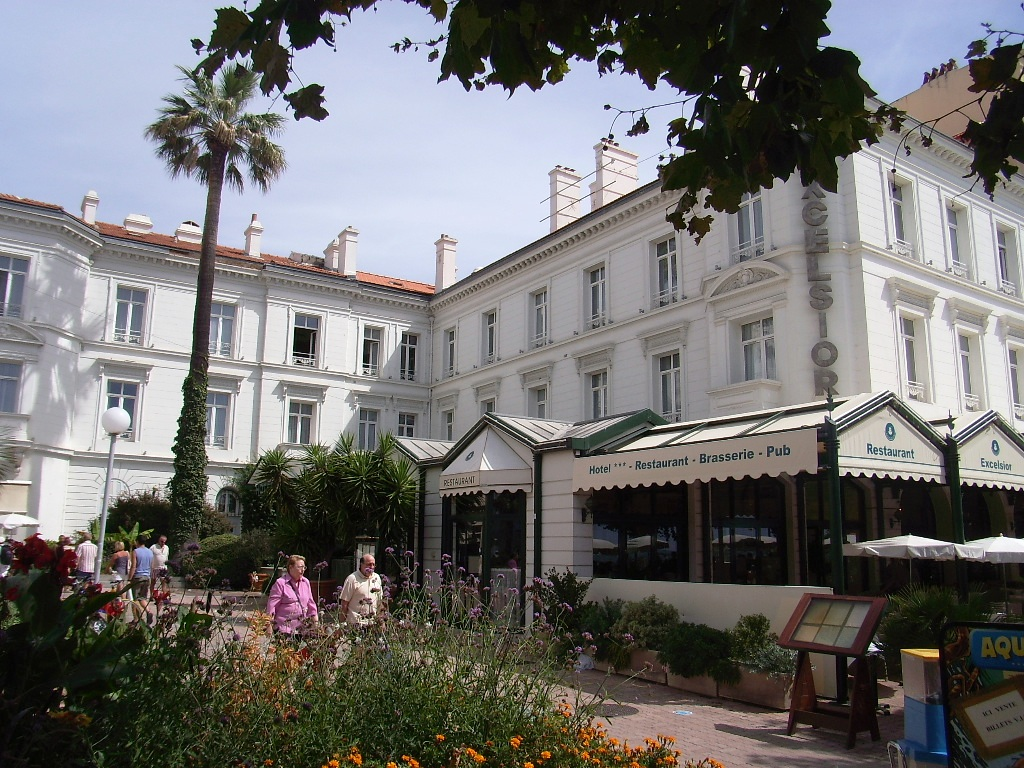
圣拉斐尔的一处高级酒店

2017年，圣拉斐尔境内共有1个电影院、1个博物馆和1个音乐厅。

### 旅游
圣拉斐尔因当地的地中海和山地景观而成为法国重要的旅游胜地。
2018年，圣拉斐尔境内共有37个宾馆共计1,051家房间，另有14个露营地，可容纳共2,474辆露营车。

### 媒体
法国主要的媒体均可在圣拉斐尔接收，法国电视三台下属的普罗旺斯-阿尔卑斯-蓝色海岸大区频道在部分时段播出圣拉斐尔所属区域的地方新闻。

## 名人
法国职业排球运动员埃尔文·恩加佩斯于1991年出生于圣拉斐尔。
此外，多名文人政客曾游览或短居于圣拉斐尔，包括夏尔·古诺、乔治·桑、维克多·雨果、乔治·克列孟梭、莱昂·布鲁姆、雷蒙·普恩加莱等。

## 友好城市
截止2019年12月，圣拉斐尔共与以下4座城市互为友好城市：

| - 亞美尼亞 杰尔穆克 - 比利时 根特 | - 德国 黑林山区圣格奥尔根 - 以色列 提比里亚 |